# Зейди Смит
Зейди Смит (на английски: Zadie Smith) е съвременна британска писателка. Прави литературния си дебют с романа „Бели зъби“, който – още преди да бъде завършен окончателно – е откупен от голямо британско издателство и впоследствие награждаван многократно.

## Биография
Зейди Смит е родена като Сейди (Sadie) на 25 октомври 1975 г. в Брент, северозападната част на Лондон. Баща ѝ, Харви Смит, е англичанин, а майка ѝ, Ивон Бейли, е от ямайски произход. Когато е тийнейджърка, родителите ѝ се развеждат, а на 14 години си сменя рожденото име. Въпреки по-ранните ѝ интереси в областта на музикалния театър, джаза и журналистиката, като основен неин интерес впоследствие остава литературата.
Като ученичка Смит посещава местните държавни училища – основното училище „Малорийс“ и средното училище „Хемпстед“, а след това постъпва да учи английска литература в Кингс Колидж, Кеймбридж. В колежа публикува поредица от кратки разкази в сборник със студентски текстове, наречен The May Anthology. С тези текстове Зейди Смит привлича вниманието на издател, който през 1997 г. ѝ предлага шестцифрен аванс и договор, за да издаде при него първия си – още недовършен – роман, както и бъдещ втори. Това привлича интереса на литературната критика, но дебютът с „Бели зъби“ (на английски: White Teeth), довършен по време на последната ѝ година в колежа, оправдава очакванията с високи продажби, положителни рецензии и няколко литературни награди, включително награда „Уитбред“ за дебютен роман. През 2002 г. романът е адаптиран за телевизионен филм на Канал 4.
В свои интервюта Смит казва, че възторженият прием на първия ѝ роман я накарал известно време да изпитва затруднения в писането. Въпреки това през 2002 г. излиза вторият ѝ роман – The Autograph Man, който постига комерсиален успех, но не толкова положителни рецензии, колкото „Бели зъби“. Романът печели литературната награда за проза на списанието Jewish Quarterly. През 2003 г. разказът „Марта, Марта“ на Смит е включен от списание „Гранта“ в антология разкази на 20-те най-добри млади британски автори за 2003 година.
След издаването на втория си роман Смит е поканена за стипендиант на Института Радклиф към Харвардския университет, САЩ. Там тя започва нова, непубликувана, книга с есета върху текстове на подбрани писатели от 20 век.
Действието в третия роман на Смит, „За красотата“ (On Beauty), публикуван през септември 2005 г., се развива основно във и около Бостън. Романът е отразен положително от литературните критици и е един от финалистите в списъка от заглавия, номинирани за Наградата „Букър“ за 2005 година (спечелена от Джон Банвил за романа му „Морето“).. През следващата година романът печели две награди: Наградата „Ориндж“ за художествена литература и Книжната награда „Анисфийлд-Улф“.
През септември 2010 г. Зейди Смит постъпва в Нюйоркския университет като постоянен професор по творческо писане. От март до октомври 2011 г. Смит води колонката с месечните рецензии на нови книги в списание „Харпърс“.
Най-новият роман на Смит, „NW“, е публикуван през 2012 година. Действието се развива в района Килбърн в северозападен Лондон, като заглавието е препратка към районния пощенски код, NW6.

### На български език
- 2008 – „За красотата“, издателство „Прозорец“, превод: Невена Дишлиева-Кръстева
- 2014 – „Бели зъби“, издателство „Жанет 45“, превод: Невена Дишлиева-Кръстева
- 2014 – „NW“, издателство „Жанет 45“, превод: Невена Дишлиева-Кръстева